# Puerto Aroma
Puerto Aroma es una localidad boliviana perteneciente al municipio de Chimoré, ubicado en la provincia de Carrasco del departamento de Cochabamba. En cuanto a distancia, Puerto Aroma se encuentra a 210 km de la ciudad de Cochabamba, la capital departamental, a 7 km de Entre Rios Tacuaral y a 22 km de Chimoré. 
Según el último censo de 2012 realizado por el Instituto Nacional de Estadística de Bolivia (INE), la localidad cuenta con una población de 711 habitantes y está situada a 260 metros sobre el nivel del mar.

## Demografía

### Población de Puerto Aroma
| Año  | Población | Fuente                  |
| ---- | --------- | ----------------------- |
| 1992 | 345       | Censo boliviano de 1992 |
| 2001 | 506       | Censo boliviano de 2001 |
| 2012 | 711       | Censo boliviano de 2012 |